# Заркорон
Заркоро́н (тадж. Заркорон) — село у складі Хатлонської області Таджикистану. Входить до складу джамоату імені Мірзоалі Вайсова Восейського району.
Назва означає майстри по золоту. Колишня назва — Бешарик.
Населення — 4516 осіб (2010; 4405 в 2009, 1698 в 1976).
Національний склад станом на 1976 рік — таджики та джуги (роми-мусульмани).
Через село проходить автошлях Р-25 Восе-Ховалінг.